# Giovanni Graziani
Pour les articles homonymes, voir Graziani.
Ne doit pas être confondu avec Giovanni Magherini Graziani.
Giovanni Graziani ou Joannes Gratianus (né en 1670 à Bergame, alors dans la république de Venise et mort en 1730) est un historien italien de la fin du XVIIe siècle et du début du XVIIIe siècle.

## Biographie
Professeur d'astronomie et de philosophie à l'université de Padoue, Giovanni Graziani est surtout connu pour son ouvrage en latin en 2 volumes, Histoire de Venise, publié à Padoue en 1728 qui est la suite de celle d'Andrea Morosini,.